# Meurthe
Meurthe var ett historiskt departement i Lorraine, Frankrike. Dess huvudstad var Nancy. Departementet var ett av de ursprungliga 83 departementen som skapades 4 mars 1790 under Franska revolutionen. Det uppgick 1871 i Meurthe-et-Moselle. 